# Konosuke Takeshita
Konosuke Takeshita (竹下幸之介 Takeshita Kōnosuke?, 29 de mayo de 1995) es un luchador profesional japonés. Actualmente trabaja tanto para la promoción estadounidense All Elite Wrestling (AEW), como con la promoción japonesa DDT Pro-Wrestling (DDT). Fue nombrado Novato del Año por Tokyo Sports en 2013 y es el Campeón de Peso Abierto de KO-D más joven de la historia, habiendo ganado el título en su cumpleaños número 21. En DDT, también ha ostentado el Campeonato en Parejas de KO-D, el Campeonato en Parejas de Seis Hombres de KO-D 6-Man y el Campeonato Ironman Heavymetalweight. Firmó con AEW en noviembre de 2022 y actualmente está dirigido por Don Callis.

## Carrera en lucha libre profesional

### DDT Pro-Wrestling (2011-2021)
Takeshita, con experiencia deportiva en atletismo de pista y campo, comenzó a entrenar para una carrera en la lucha libre profesional en 2011 con la promoción DDT Pro-Wrestling. Takeshita había sido un fanático de la lucha libre profesional desde la infancia y cuando tenía 12 años había asistido a un espectáculo de DDT, donde fue besado por el luchador Danshoku Dino. El 1 de abril de 2012, DDT anunció que Takeshita debutaría para la promoción el 18 de agosto en el Nippon Budokan de Tokio. Antes de su combate debut, Takeshita participó en partidos de exhibición. Durante uno de estos combates el 4 de agosto, Takeshita obtuvo una sorpresiva victoria sobre Hiroshi Fukuda, ganando el Campeonato Ironman Heavymetalweight en el proceso. El título tenía una regla 24/7, por lo que se podía ganar en cualquier momento y en cualquier lugar. Mientras Takeshita era felicitado por el gerente general de DDT, Amon Tsurumi, por ganar su primer combate antes de su debut, Fukuda lo golpeó con un golpe bajo y luego lo cubrió para recuperar el título.
El 18 de agosto de 2012, Takeshita fue derrotado por El Generico en su combate debut oficial. El 25 de noviembre, Takeshita cubrió a Poison Sawada Julie en su lucha de retiro, una lucha por equipos de seis hombres. A finales de 2013, Tokyo Sports nombró a Takeshita Novato del Año de la lucha libre profesional japonesa, convirtiéndose él en el primer luchador aún en la escuela secundaria en ganar el premio. También terminó segundo en la categoría de premio del Wrestling Observer Newsletter como Novato del Año, perdiendo ante Yohei Komatsu por cuatro votos (906–902).

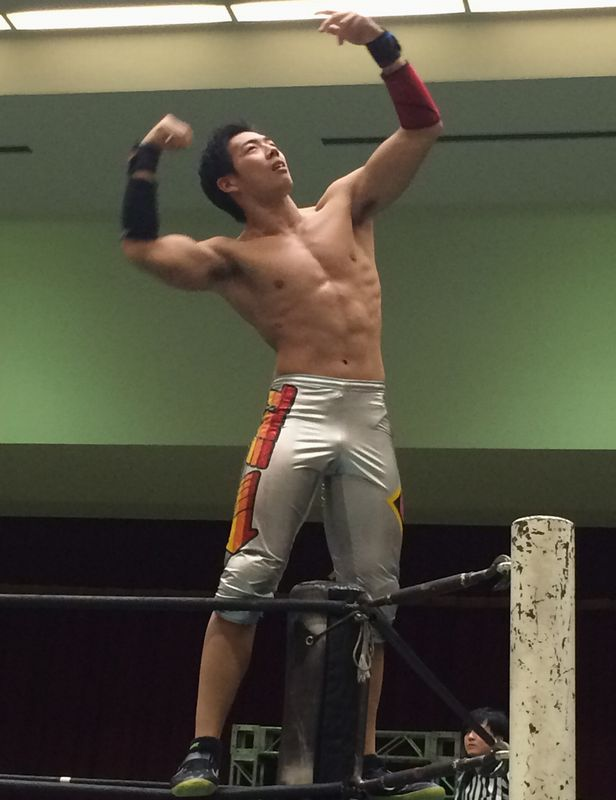
Takeshita en noviembre de 2014.

El 26 de enero de 2014, Takeshita recibió su primera oportunidad por uno de los títulos de King of DDT (KO-D), cuando él y Tetsuya Endo desafiaron por el Campeonato en Parejas de KO-D en una lucha a tres bandas, que fue ganado por los Golden☆Lovers (Kenny Omega y Kota Ibushi) y también incluyó a Isami Kodaka y Yuko Miyamoto. El 6 de mayo, Takeshita se unió a Antonio Honda para formar el stable «Happy Motel». A los dos finalmente se les unió Tetsuya Endo, con quien ganaron el Campeonato en Parejas de 6 Hombres de KO-D al derrotar a Shuten-dōji (Kudo, Masa Takanashi y Yukio Sakaguchi) el 13 de julio. Perdieron el título ante Shuten-dōji siete días después.
El 17 de agosto, Takeshita participó en un combate interpromocional de alto perfil, cuando fue derrotado por el representante de New Japan Pro-Wrestling (NJPW), Hiroshi Tanahashi en el evento anual de DDT en la Arena Kokugikan. El 28 de septiembre, Takeshita y Endo derrotaron a Kenny Omega y Kota Ibushi para ganar el Campeonato en Parejas de KO-D por primera vez. Posteriormente, Omega apodó a Takeshita el «futuro del DDT». Takeshita y Endo perdieron el título ante Daisuke Sekimoto y Yuji Okabayashi el 15 de febrero de 2015. En junio siguiente, Takeshita llegó a la final del torneo King of DDT 2015, pero fue derrotado allí por Yukio Sakaguchi. El 23 de diciembre, Takeshita y Endo derrotaron a Shigehiro Irie y Yuji Okabayashi en la final de un torneo para recuperar el vacante Campeonato en Parejas KO-D.
Con Kudo fuera de juego por una lesión y Kota Ibushi anunciando su renuncia a DDT, Takeshita estaba preparado para asumir un papel más importante en la promoción. El 3 de enero de 2016, recibió su primera oportunidad por el máximo título de DDT, el Campeonato de Peso Abierto de KO-D, pero fue derrotado por el campeón defensor, Isami Kodaka. El 21 de marzo, Takeshita y Endo perdieron el Campeonato en Parejas de KO-D ante Daisuke Sasaki y Shuji Ishikawa. El 29 de mayo, cuando cumplió 21 años, Takeshita derrotó a Daisuke Sasaki para ganar el Campeonato de Peso Abierto KO-D por primera vez. Con la victoria, Takeshita convirtió en el campeón de peso abierto KO-D más joven de la historia, superando el récord anterior de Nosawa Rongai por tres años y seis meses. El 15 de junio, Takeshita hizo su debut para All Japan Pro Wrestling (AJPW), haciendo equipo con Tetsuya Endo en una lucha por equipos, donde derrotaron a Jun Akiyama y Yuma Aoyagi. El 17 de julio, Takeshita defendió con éxito el Campeonato de Peso Abierto de KO-D contra su compañero de equipo Tetsuya Endo. Después del partido, Endo se volvió contra Takeshita y se unió al stable Damnation de Daisuke Sasaki. Después de tres defensas exitosas del título, Takeshita perdió el Campeonato de Peso Abierto de KO-D ante Shuji Ishikawa el 28 de agosto en el evento más grande del año de DDT, Ryōgoku Peter Pan 2016. El 4 de diciembre, Takeshita y Mike Bailey derrotaron a Daisuke Sasaki y Tetsuya Endo para ganar el Campeonato en Parejas de KO-D. Perdieron el título ante Masakatsu Funaki y Yukio Sakaguchi en su segunda defensa el 9 de enero de 2017.
El 29 de enero, Takeshita derrotó a Kudo en la final de un torneo para convertirse en el contendiente número uno al Campeonato de Peso Abierto de KO-D. En el evento Judgment 2017: DDT 20th Anniversary, Takeshita derrotó a Harashima para ganar el Campeonato de Peso Abierto de KO-D por segunda vez. El mes siguiente, Takeshita y Akito formaron un nuevo equipo llamado «All Out». El 20 de agosto en el show Ryōgoku Peter Pan 2017, Takeshita hizo su séptima defensa exitosa del Campeonato de Peso Abierto KO-D contra el ganador del torneo King of DDT 2017, Tetsuya Endo. El 22 de octubre, Takeshita estableció un nuevo récord de defensas más exitosas del Campeonato de Peso Abierto de KO-D al realizar su novena defensa contra Danshoku Dino. El 2 de noviembre, Takeshita se convirtió en doble campeón, cuando él y sus compañeros de All Out, Akito y Diego, derrotaron a Damnation (Daisuke Sasaki, Mad Paulie y Shuji Ishikawa) para ganar el vacante Campeonato en Parejas de 6 Hombres de KO-D. El 28 de noviembre, Takeshita y Yuki Ueno ganaron la Copa Differ 2017 interpromocional al derrotar al equipo Pro Wrestling NOAH de Hitoshi Kumano y Katsuhiko Nakajima en la final. Esta marcó la primera Copa Differ celebrada en 10 años. El 10 de diciembre, All Out perdió el Campeonato en Parejas de 6 Hombres de KO-D ante Shuten-dōji.
El 30 de diciembre de 2018, Takeshita ganó el Gran Premio D-Oh 2019 al derrotar a Go Shiozaki en la final.
El 17 de febrero de 2019, Takeshita derrotó a Daisuke Sasaki para ganar su tercer Campeonato de Peso Abierto de KO-D. El 4 de abril, en DDT Is Coming to America, Takeshita perdió el título ante Daisuke Sasaki. Más tarde, Tetsuya Endo cobró su contrato de «derecho a desafiar en cualquier momento y en cualquier lugar» para ganar el título. El 19 de mayo, Takeshita derrotó a Soma Takao en la final del torneo King of DDT 2019 y así se convirtió en el contendiente número uno al Campeonato de Peso Abierto KO-D que entonces ostentaba Endo. El 24 de junio, junto con sus compañeros de All Out, Shunma Katsumata y Yuki Iino, ganó el Campeonato en Parejas de 6 Hombres de KO-D al derrotar a Chihiro Hashimoto, Dash Chisako y Meiko Satomura. El 15 de julio, en Wrestle Peter Pan 2019, ganó el Campeonato de Peso Abierto KO-D al derrotar a Tetsuya Endo.
El 22 de marzo de 2020 perdió el título de 6 hombres ante el equipo de Tetsuya Endo, T-Hawk y El Lindaman.
A principios de 2021, Takeshita anunció que All Out se disolvería y su último combate tendría lugar el 12 de marzo en un evento especial producido por All Out. Su lucha de despedida fue una lucha por equipos que Takeshita y Akito ganaron contra Katsumata e Iino. El 28 de marzo, en el pre-show del evento Judgment 2021: DDT 24th Anniversary, Takeshita y Katsumata fueron anunciados como participantes en Ultimate Tag League 2021 donde representarían a su nuevo stable The37Kamiina. Ganaron la liga al derrotar a Daisuke Sasaki y Yuji Hino en un partido de desempate el 27 de mayo.

### All Elite Wrestling (2021-presente)
Durante el primer evento no televisado de All Elite Wrestling llamado «The House Always Wins», Takeshita hizo su debut para la compañía en una lucha por equipos de 10 hombres. Formó equipo junto a miembros de The Elite, incluido el Campeón Mundial de AEW Kenny Omega, los ex-Campeones Mundiales en Parejas de AEW The Young Bucks y Michael Nakazawa. Perdieron el combate contra un equipo formado por Death Triangle (PAC, Penta El Zero Miedo y Rey Fénix) y los hermanos Mike y Matt Sydal. Luego, Takeshita hizo su debut en YouTube para AEW en Dark: Elevation el lunes siguiente, venciendo a Danny Limelight.
Takeshita regresó a AEW en el episodio del 25 de abril de 2022 de AEW Dark: Elevation donde derrotó a Brandon Cutler. En el episodio del 4 de mayo de Dynamite, Jay Lethal lo retó a luchar contra él en el próximo episodio de Rampage. En el episodio del 6 de mayo de 2022 de Rampage, Lethal derrotaría a Takeshita gracias a la ayuda de su mánager Sonjay Dutt y Satnam Singh. En Dynamite el 18 de mayo fue derrotado por el Campeón Mundial de AEW "Hangman" Adam Page en una lucha individual sin título, que fue muy elogiada por los críticos de lucha libre. Takeshita continuó acumulando victorias en Elevation. En el episodio del 6 de julio de Rampage, Takeshita perdió ante Eddie Kingston en un combate contundente. Los impresionantes combates de Takeshita hasta este punto le valieron un combate eliminatorio por el Campeonato Mundial Interino de AEW contra el entonces campeón interino Jon Moxley en el episodio especial del 13 de julio de Dynamite titulado Fyter Fest, que perdió. En Battle of the Belts III en agosto, Takeshita luchó contra Claudio Castagnoli por su Campeonato Mundial de ROH y fue derrotado. El 19 de noviembre se confirmó que Takeshita había firmado con la empresa, luego de su combate contra Eddie Kingston y Ortiz, manteniendo su contrato con DDT.
En Double or Nothing el 28 de mayo, Takeshita se alió con Don Callis después de que atacaron a Kenny Omega en los momentos finales de su partido contra Blackpool Combat Club, formando The Don Callis Family y volviéndose heel en el proceso. En Blood and Guts, Takeshita, junto con PAC y el Blackpool Combat Club fueron derrotados por The Elite en el partido del mismo nombre del evento. Más tarde, Takeshita derrotaría a Omega dos veces en PPV en el lapso de una semana: en una lucha por equipos de seis hombres en All In y en una lucha individual en All Out. En WrestleDream el 1 de octubre, Takeshita se asoció con sus compañeros de la familia Don Callis, Will Ospreay y Sammy Guevara para derrotar a Omega, Chris Jericho y Kota Ibushi. En Worlds End el 30 de diciembre, Takeshita se asoció con Powerhouse Hobbs, miembro de la familia Don Callis, Ricky Starks y Big Bill en un esfuerzo perdido ante Jericho, Guevera, Sting y Darby Allin. En Revolution el 3 de marzo de 2024, Takeshita fue derrotado por Will Ospreay.

## Vida personal
En febrero de 2014, Takeshita fue admitido en la Universidad Nippon de Ciencias del Deporte. En junio de 2014 firmó con la agencia de talentos Oscar Promotion. Sus pasatiempos incluyen la halterofilia y el culturismo. Takeshita ha declarado que tenía como objetivo participar en los Juegos Olímpicos de Tokio 2020 como decatleta.
En mayo de 2025, en un post en su cuenta de Instagram, anunció su matrimonio con su compañera de profesión Yuka Sakazaki

## Campeonatos y logros
- All Elite Wrestling

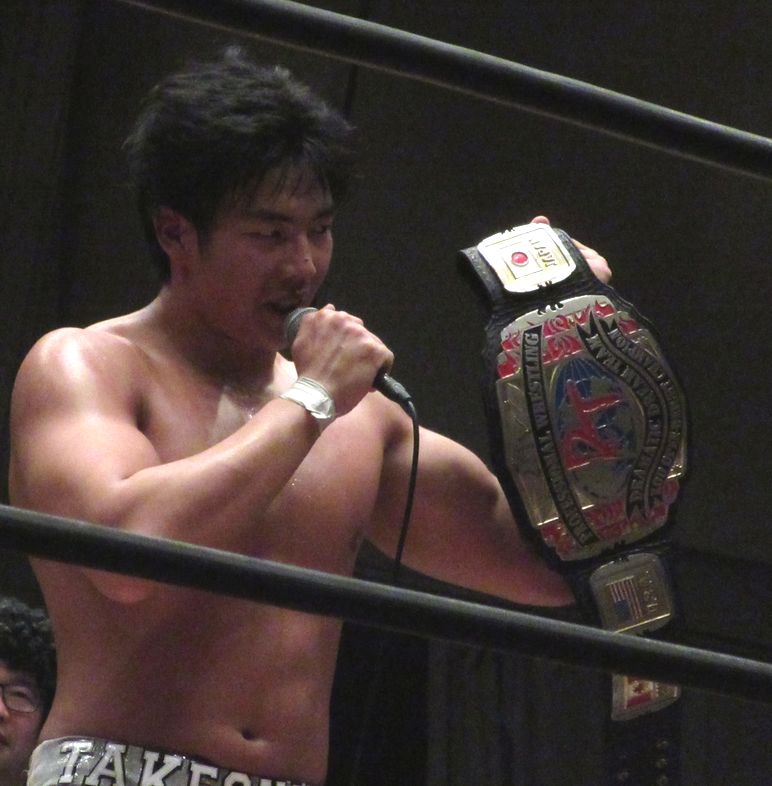
Takeshita sosteniendo el cinturón del Campeonato de Peso Abierto de KO-D en mayo de 2016.

  - AEW International Championship, (1 vez, actual)
- DDT Pro-Wrestling
  - Ironman Heavymetalweight Championship (4 veces) [65]
  - KO-D 6-Man Tag Team Championship (5 veces) [66] - con Antonio Honda y Tetsuya Endo (1), Akito y Diego (1), Akito y Shunma Katsumata (1), Akito y Yuki Iino (1), y Shunma Katsumata y Yuki Iino (1)
  - KO-D Openweight Championship (5 veces) [67]
  - KO-D Tag Team Championship (4 veces) [68] - con Tetsuya Endo (2), Mike Bailey (1) y Shunma Katsumata (1)
  - KO-D Openweight Championship Challenger Decision Tournament (2017)
  - KO-D Tag Team Championship Tournament  (2015) - con Tetsuya Endo [69]
  - D-Oh Grand Prix (2019, 2021 II) [70][71]
  - King of DDT Tournament (2019, 2021) [72][73]
  - Ultimate Tag League (2021) – con Shunma Katsumata [50]
- New Japan Pro-Wrestling
  - NEVER Openweight Championship (1 vez y actual)
- ESPN
  - Clasificado en el puesto n.º 8 de los 30 mejores luchadores profesionales menores de 30 años en 2023 [74]
- Japan Indie Awards
  - Best Bout Award (2014) con Tetsuya Endo vs. Kenny Omega y Kota Ibushi el 28 de septiembre [75]
  - MVP Award (2021) [76]
- Pro Wrestling Illustrated
  - Clasificado en el puesto n.º 59 de los 500 mejores luchadores individuales en el PWI 500 en 2022 [77]
- Tokyo Sports
  - Fighting Spirit Award (2021) [78]
  - Newcomer Award (2013) [10]
- Toshikoshi Puroresu
  - Shuffle Tag Tournament (2015) - con Daisuke Sekimoto [79][80]
  - Shuffle Tag Tournament (2017) - con Hideki Suzuki [81][82]
- Wrestling Observer Newsletter
  - Most Underrated (2022) [83][84]
  - Lucha 5.75 estrellas(2025) vs.  Bandido en Supercard of Honor el 11 de julio
- Otros logros
  - Differ Cup (2017) - con Yuki Ueno[85]